# Commande de vol
Pour les articles homonymes, voir commande.
Une commande de vol, en aéronautique, ou commande, en astronautique, est :
- soit l'action d'intervenir sur le fonctionnement d'un appareil ou la conduite d'une opération, selon des procédures préétablies ;
- soit le dispositif permettant cette action.

## Aéronautique
Le pilote agit sur les gouvernes de vol et les moteurs via les commandes de vol, soit directement (généralement par un lien mécanique) ou indirectement (le système de commandes de vol électriques détermine la position des gouvernes en fonction de la position des commandes).

## Astronautique
Dans le cas où le dispositif est complexe, on parle habituellement de système de commande. Le terme correspondant en anglais, control, est un faux-ami : il désigne les fonctions de commande et de pilotage, et non le contrôle au sens français de vérification ou de supervision.
Il existe plusieurs types de commande.

### Commande d'attitude
La commande d'attitude (en anglais : attitude control) est :
- soit l'action d'imposer l'attitude voulue à un engin spatial,
- soit le dispositif permettant cette action ;

### Commande de déviation de poussée
La commande de déviation de poussée (en anglais : thrust deviation control) est :
- soit l'action de modifier la direction de la poussée d'un moteur,
- soit le dispositif permettant cette action ;

### Commande de poussée
La commande de poussée (en anglais : thrust control) est :
- soit l'action de modifier l'intensité de la poussée d'un moteur,
- soit le dispositif permettant cette action ;

### Commande du vecteur poussée
La commande du vecteur poussée (en anglais : thrust vector control (TVC)) est :
- soit l'action de modifier la poussée d'un moteur en direction ou en intensité,
- soit le dispositif permettant cette action.